# Massimo Costa (attore)
Massimo Costa (Palermo, 16 giugno 1965) è un attore italiano.

## Biografia
È noto al pubblico italiano per il ruolo del fattorino Pippo nella sit-com Camera Café. Nel 2006 partecipa al film La vida es un carnaval. Nel 2008 interpreta il ruolo dell'arredatore della casa di Giacomo nel film Torno a vivere da solo. Nel 2013 partecipa come presentatore nel programma televisivo I cuochi pasticcioni, prodotto e ideato da Andrea Bauce, distribuito da Sky Italia sul canale Easy Baby.

## Filmografia

### Cinema
- La vida es un carnaval, regia di Samuele Sbrighi (2006)
- Torno a vivere da solo, regia di Jerry Calà (2008)
- L'ultimo diciamo (2013)
- Chiudo quando voglio (2014)
- Milano trema ancora: la giustizia ha le ore contate, regia di Franz Rotundo (2015)

### Televisione
- Camera Café (2003-2012, 2017) - Sitcom - Ruolo: Pippo
- I cuochi pasticcioni (2013-2014) - Serie TV